# Верхоленское муниципальное образование
Верхоленское муниципальное образование — сельское поселение в Качугском районе Иркутской области Российской Федерации.
Административный центр — село Верхоленск.

## Население
| 2010 | 2011 | 2012 | 2013 | 2014 | 2015 | 2016 |
| ---- | ---- | ---- | ---- | ---- | ---- | ---- |
| 873  | ↘870 | ↘858 | ↘849 | ↘831 | ↘817 | ↗819 |
| 2017 |      |      |      |      |      |      |
| ↘803 |      |      |      |      |      |      |

## Состав сельского поселения
В состав сельского поселения входят 12 населённых пунктов:
| №  | Населённый пункт | Тип населённого пункта       | Население |
| -- | ---------------- | ---------------------------- | --------- |
| 1  | Алексеевка       | деревня                      | ↘20       |
| 2  | Большедворова    | деревня                      | ↘15       |
| 3  | Верхоленск       | село, административный центр | ↗543      |
| 4  | Картухай         | деревня                      | ↗11       |
| 5  | Козлово          | село                         | ↘1        |
| 6  | Куницына         | деревня                      | →2        |
| 7  | Ремизова         | деревня                      | →56       |
| 8  | Толмачева        | деревня                      | ↘46       |
| 9  | Тюменцева        | деревня                      | →24       |
| 10 | Хабардина        | деревня                      | →6        |
| 11 | Челпанова        | деревня                      | ↘56       |
| 12 | Шишкина          | деревня                      | ↘78       |

## Местное самоуправление
Главы сельского поселения
- Руслан Игоревич Болтенков